# دوري الدرجة الأولى الأرجنتيني 1928
دوري الدرجة الأولى الأرجنتيني 1928 (بالإسبانية: Campeonato de Primera División 1928)‏ هو موسم من دوري الدرجة الأولى الأرجنتيني. أشرف على تنظيمه اتحاد الأرجنتين لكرة القدم، وكان عدد الأندية المشاركة فيه 36، وفاز فيه هوراكان.